# Horst Lehmann (Fußballspieler)
Horst Lehmann (* 2. August 1929) ist ein ehemaliger deutscher Fußballspieler, der von 1949 bis 1960 für den SC Aktivist Brieske-Senftenberg bzw. dessen Vorgänger in der höchsten ostdeutschen Fußballklasse spielte.

## Sportliche Laufbahn
Im ostdeutschen Fußball wurde Horst Lehmann zunächst 1949 durch die Betriebssportgemeinschaft (BSG) „Franz Mehring“ Marga bekannt, als der noch nicht 20-Jährige Vizemeister mit ihr in der Brandenburger Fußball-Landesklasse wurde. Im entscheidenden Finalspiel, das die SG Babelsberg mit 2:1 gewann, war er als Mittelfeldspieler aufgeboten worden. Er gehörte ebenfalls zum Kader der BSG, nachdem sich diese durch die Vizemeisterschaft für die Fußball-Liga des ostdeutschen Sportausschusses qualifiziert hatte. In den 26 Spielen der höchsten Liga wurde Horst Lehmann 1949/50 19-mal als Stürmer eingesetzt. Zur Saison 1950/51 wurde die DS-Liga in DDR-Oberliga umbenannt und Lehmanns Mannschaft trat fortan als BSG Aktivist Brieske-Ost an. Nun im Mittelfeld aufgeboten, konnte er sich mit 32 Einsätzen in den 34 Punktspielen als Stammspieler etablieren. Diesen verlor er 1951/52 wieder, denn er konnte nur die ersten acht Spiele bestreiten. 1952/53 kehrte er wieder in die Stammformation zurück, kam aber bei 32 ausgetragenen Ligaspielen wegen einer mehrwöchigen Pause am Saisonende nur auf 23 Einsätze.
Erst von der Spielzeit 1953/54 konnte sich Horst Lehmann endgültig in der Stammelf festsetzen. Bis zu seinem Karriereende 1960 fehlte er in acht Spielzeiten nur noch insgesamt zwölfmal. Im selben Zeitraum konnte er sich nun auch als Torschütze auszeichnen. Er traf in jeder Spielzeit und kam schließlich auf 22 Oberligatreffer. Zwischendurch wurde 1954 die Briesker BSG zum Sportclub Aktivist Brieske-Senftenberg aufgewertet.
Als 31-Jähriger beendete Horst Lehmann nach der Kalenderjahr-Saison 1960 seine Fußballerlaufbahn. Innerhalb von zwölf Jahren kam er auf 267 DS- und Oberligaspiele (lt. Sportecho) und liegt damit in der Briesker Rekordliste hinter Horst Franke (294 Einsätze) auf dem zweiten Platz.